# Saint-Aubin-de-Médoc
Pour les articles homonymes, voir Saint-Aubin et Médoc (homonymie).
Saint-Aubin-de-Médoc est une commune du Sud-Ouest de la France, située dans le département de la Gironde, en région Nouvelle-Aquitaine.

## Géographie

### Localisation
Saint-Aubin-de-Médoc est située dans le centre-ouest de la Gironde, à 15 kilomètres au nord-ouest de Bordeaux, 10 kilomètres de l’aéroport de Bordeaux-Mérignac et 40 km de l’Océan Atlantique. Du fait de sa situation en bordure des Landes de Gascogne, la commune compte 2700 hectares de forêt comportant plusieurs cheminements cyclistes et piétons. La commune est également située dans le nord-ouest de l'aire d'attraction de Bordeaux et dans son unité urbaine.

### Développement
Son développement est lié à sa proximité avec la capitale régionale : Saint-Aubin-de-Médoc fait partie intégrante du cadran nord-ouest de Bordeaux Métropole (anciennement Communauté Urbaine de Bordeaux) depuis le début des années 1970.

### Communes limitrophes
Les communes limitrophes sont  Arsac, Avensan, Le Pian-Médoc, Le Taillan-Médoc, Saint-Médard-en-Jalles et Salaunes.
| Avensan  | Arsac                  | Le Pian-Médoc    |
| Salaunes | Saint-Aubin-de-Médoc   | Le Taillan-Médoc |
|          | Saint-Médard-en-Jalles |                  |

### Climat
Pour des articles plus généraux, voir Climat de la Nouvelle-Aquitaine et Climat de la Gironde.
Historiquement, la commune est exposée à un climat océanique aquitain.  
En 2020, Météo-France publie une typologie des climats de la France métropolitaine dans laquelle la commune est exposée à un climat océanique et est dans la région climatique  Littoral charentais et aquitain, caractérisée par une pluviométrie élevée en automne et en hiver, un bon ensoleillement, des hiver doux (6,5 °C), soumis à la brise de mer.
Pour la période 1971-2000, la température annuelle moyenne est de 13 °C, avec une amplitude thermique annuelle de 14,4 °C. Le cumul annuel moyen de précipitations est de 948 mm, avec 12,6 jours de précipitations en janvier et 6,8 jours en juillet. Pour la période 1991-2020, la température moyenne annuelle observée sur la station météorologique la plus proche, située sur la commune de Salaunes à 9 km à vol d'oiseau, est de 13,3 °C et le cumul annuel moyen de précipitations est de 1 007,0 mm,. Pour l'avenir, les paramètres climatiques de la commune estimés pour 2050 selon différents scénarios d’émission de gaz à effet de serre sont consultables sur un site dédié publié par Météo-France en novembre 2022.

## Urbanisme

### Typologie
Au 1er janvier 2024, Saint-Aubin-de-Médoc est catégorisée ceinture urbaine, selon la nouvelle grille communale de densité à sept niveaux définie par l'Insee en 2022.
Elle appartient à l'unité urbaine de Bordeaux, une agglomération intra-départementale regroupant 73  communes, dont elle est une commune de la banlieue,,. Par ailleurs la commune fait partie de l'aire d'attraction de Bordeaux, dont elle est une commune de la couronne,. Cette aire, qui regroupe 275 communes, est catégorisée dans les aires de 700 000 habitants ou plus (hors Paris),.

### Occupation des sols

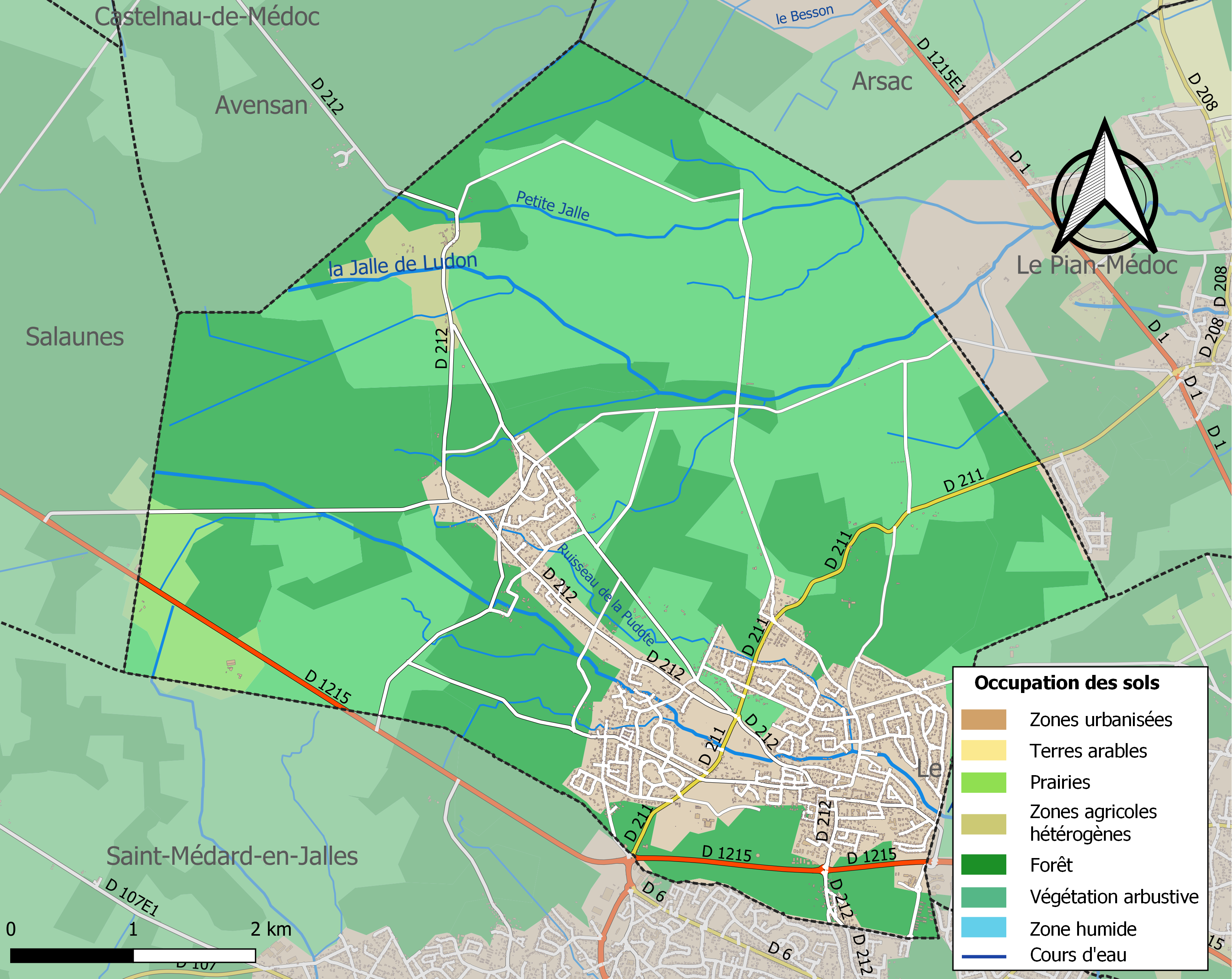
Carte des infrastructures et de l'occupation des sols de la commune en 2018 (CLC).

L'occupation des sols de la commune, telle qu'elle ressort de la base de données européenne d’occupation biophysique des sols Corine Land Cover (CLC), est marquée par l'importance des forêts et milieux semi-naturels (80,6 % en 2018), en diminution par rapport à 1990 (83,8 %). La répartition détaillée en 2018 est la suivante : 
forêts (41,5 %), milieux à végétation arbustive et/ou herbacée (39,1 %), zones urbanisées (15,2 %), prairies (2,4 %), zones agricoles hétérogènes (1,6 %), espaces verts artificialisés, non agricoles (0,2 %). L'évolution de l’occupation des sols de la commune et de ses infrastructures peut être observée sur les différentes représentations cartographiques du territoire : la carte de Cassini (XVIIIe siècle), la carte d'état-major (1820-1866) et les cartes ou photos aériennes de l'IGN pour la période actuelle (1950 à aujourd'hui).

### Voies de communication et transports

#### Transports en commun métropolitains
La commune est desservie par les lignes TBM suivantes :  G (BHNS) - 37 - 83 - 84.

#### Réseau cyclable
La commune est équipée d’une station Vcub+ et d’un abri vélo de 14 places réservées aux abonnés du réseau TBM, tous les deux situés place de l’Église à côté de l’arrêt de bus 3 37 55 84.
La commune permet aux écoliers de se rendre à vélo sur le modèle du Vélobus aux écoles de la commune.

### Risques majeurs
Le territoire de la commune de Saint-Aubin-de-Médoc est vulnérable à différents aléas naturels : météorologiques (tempête, orage, neige, grand froid, canicule ou sécheresse), feux de forêts, mouvements de terrains et séisme (sismicité très faible). Un site publié par le BRGM permet d'évaluer simplement et rapidement les risques d'un bien localisé soit par son adresse soit par le numéro de sa parcelle.
Saint-Aubin-de-Médoc est exposée au risque de feu de forêt. Depuis le 20 avril 2016, les départements de la Gironde, des Landes et de Lot-et-Garonne disposent d’un règlement interdépartemental de protection de la forêt contre les incendies. Ce règlement vise à mieux prévenir les incendies de forêt, à faciliter les interventions des services et à limiter les conséquences, que ce soit par le débroussaillement, la limitation de l’apport du feu ou la réglementation des activités en forêt. Il définit en particulier cinq niveaux de vigilance croissants auxquels sont associés différentes mesures,.
Les mouvements de terrains susceptibles de se produire sur la commune sont des tassements différentiels.

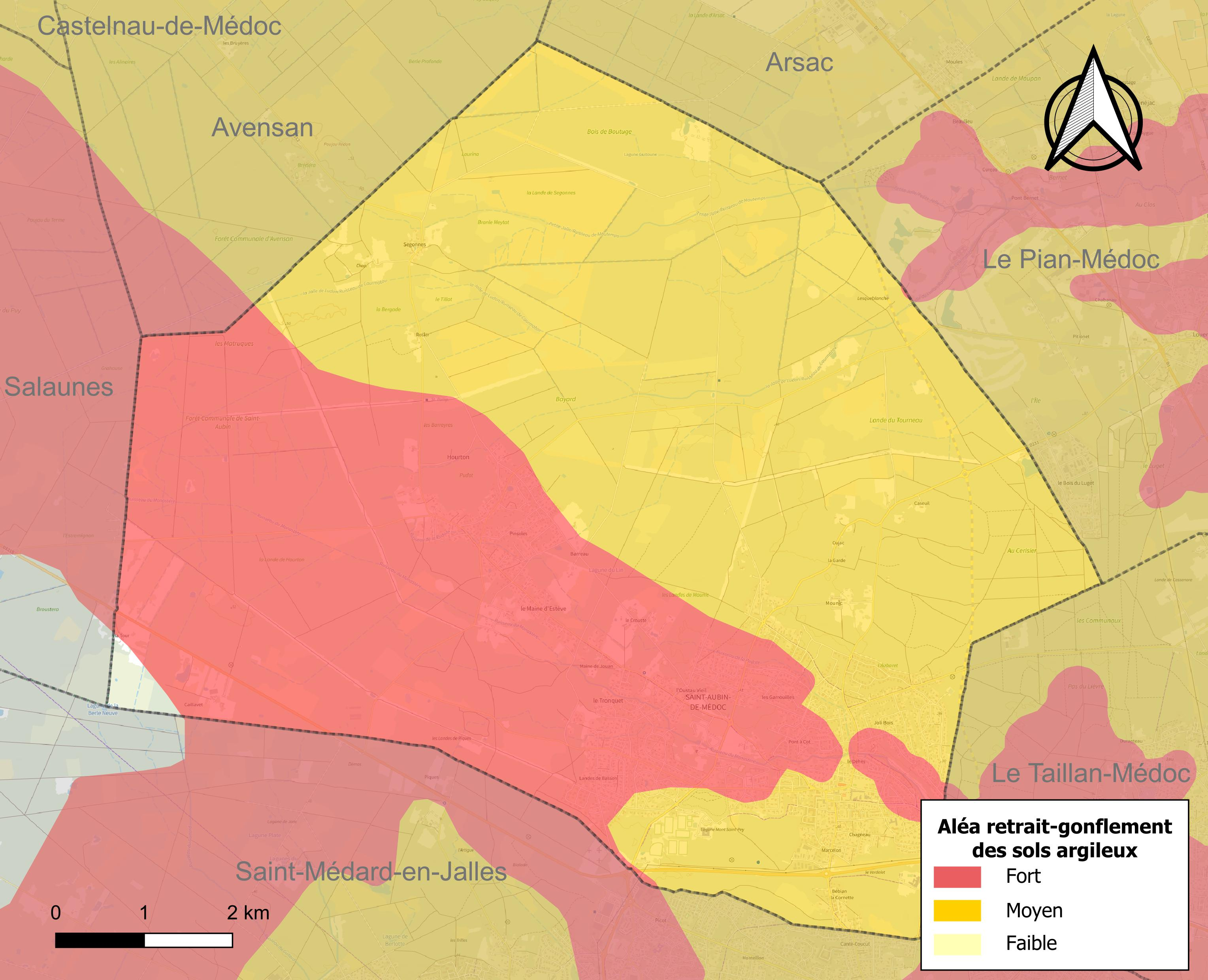
Carte des zones d'aléa retrait-gonflement des sols argileux de Saint-Aubin-de-Médoc.

Le retrait-gonflement des sols argileux est susceptible d'engendrer des dommages importants aux bâtiments en cas d’alternance de périodes de sécheresse et de pluie. 99,4 % de la superficie communale est en aléa moyen ou fort (67,4 % au niveau départemental et 48,5 % au niveau national). Sur les 2 551 bâtiments dénombrés sur la commune en 2019,  2 551 sont en aléa moyen ou fort, soit 100 %, à comparer aux 84 % au niveau départemental et 54 % au niveau national. Une cartographie de l'exposition du territoire national au retrait gonflement des sols argileux est disponible sur le site du BRGM,.
La commune a été reconnue en état de catastrophe naturelle au titre des dommages causés par les inondations et coulées de boue survenues en 1982, 1993, 1999 et 2009 et au titre des inondations par remontée de nappe en 2001, par la sécheresse en 1989, 1990, 2003, 2005, 2011 et 2017 et par des mouvements de terrain en 1999.

## Toponymie
Le nom de la commune fait référence à Saint Aubin (468-549) était un homme de prières, de pénitence et d’humilité. Moine dans sa Bretagne natale, il fut élu abbé de son monastère qu’il réforma. Nommé évêque d'Angers contre son gré, il remit de l’ordre dans son diocèse avec la même énergie. Il mourut en grande réputation de sainteté. La paroisse se mit sous sa protection vers le VIIIe siècle. De ce fait, la commune célèbre une fête patronale le 1er mars, jour de la Saint Aubin.
La spécification de-Médoc fut ajoutée en 1932 en lien avec sa situation géographique dans le bas-Médoc.

## Histoire
Avant la Révolution, Saint-Aubin en Jales était une vaste lande à vocation pastorale, parsemée de quelques bouquets d’arbres. Des vignobles étaient exploités par le seigneur du château la Salle devenu Villepreux, par les serfs questaux du domaine de Cujac, propriété du chapitre de Saint-André de Bordeaux, par des religieuses du château Hautegrave, auxquelles ont succédé des armateurs Bordelais, et par des propriétaires privés du domaine Caillavet-Latour, sur la route de Lacanau.
Quelques vignerons et laboureurs cultivaient leur lopin et les autres louaient leurs bras, c’étaient les brassiers. Beaucoup étaient tisserands l’hiver. Ils utilisaient les services du tailleur d’habits de l'Oustau Vieilh. On comptait aussi trois tuileries et un moulin à vent seigneurial. Les habitants vivaient dans des maisons de torchis au milieu de leur bétail. On enregistrait de nombreuses famines et des épidémies telles que typhus, peste noire, diphtérie, aggravées par le manque d’hygiène. On consultait rarement le chirurgien-barbier de Saint-Médard, et la sage-femme qu’on élisait dans l’église n’était pas capable d’enrayer une mortalité infantile effrayante même chez les seigneurs. La population n’atteignait pas 300 habitants.
Après la Révolution, la commune s’empara de 3000 hectares de terrains délaissés par M. de Villepreux qui avait émigré, puis l’État força le conseil municipal à céder les terres aux habitants, par lots, pour les mettre en culture et en forêt, suscitant convoitises et protestations. La plupart d’entre eux devaient se convertir en agriculteurs et forestiers alors qu’ils vivaient assez confortablement comme pasteurs. Au milieu du XIXe siècle, on recensait 3 200 brebis, 1 600 vaches et 70 juments poulinières. La principale ressource était le fumier qu’on vendait aux maraîchers voisins, qui rapportait plus que les animaux qui le produisaient.
Les bâtisseurs du siècle dernier ont construit la mairie en 1860, transféré le cimetière qui entourait l’église jusqu’en 1861, construit l’école à deux classes en 1878, restauré l’église qui s'était dégradée depuis la Révolution, avec la reconstruction du clocher en 1889.
Après la Seconde Guerre mondiale, on comptait un peu plus de 500 habitants dont beaucoup d’ouvriers de la poudrerie, également cultivateurs.

## Politique et administration

### Liste des maires
| Période                                  | Période                   | Identité                                      | Étiquette          | Qualité                                                             |
| ---------------------------------------- | ------------------------- | --------------------------------------------- | ------------------ | ------------------------------------------------------------------- |
| 1947                                     | mars 1977                 | René Escarret                                 |                    |                                                                     |
| mars 1977                                | mars 1983                 | André Billat                                  |                    |                                                                     |
| mars 1983                                | juin 1995                 | Jean-Claude Barthe                            | DVD                | Réélu en 1989                                                       |
| juin 1995                                | décembre 2003 (démission) | Georges Teyssier                              | CÉS puis Les Verts | Ingénieur Réélu en 2001                                             |
| janvier 2004                             | décembre 2005             | Sylvie Collet-Lejuif                          | app. PS            | Assistante de gestion                                               |
| décembre 2005                            | En cours                  | Christophe Duprat Réélu en 2008, 2014 et 2020 | UMP → LR           | Ancien cadre commercial Ancien vice-président de Bordeaux Métropole |
| Les données manquantes sont à compléter. |                           |                                               |                    |                                                                     |

À la suite d'un éclatement de la majorité PS-Verts du conseil municipal dirigé par Sylvie Collet-Lejuif, une élection municipale partielle a eu lieu le 11 décembre 2005 amenant la liste de Christophe Duprat à la gestion de la commune.

### Politique de développement durable

#### Une démarche locale de développement durable
La commune de Saint-Aubin-de-Médoc est engagée dans une politique de développement durable depuis le 23 octobre 2006, jour de la mise en place de son propre Agenda 21.
Un premier programme d’actions a été réalisé entre 2006 et 2010. Son évaluation a permis de connaître les points positifs et les avancées significatives faites par la commune dans sa démarche de développement durable. Cette évaluation a également été l’occasion de déceler les points à améliorer ainsi que les pistes pour y parvenir.
Fort de ces conclusions, le comité de pilotage de l’Agenda 21 de la commune a pu commencer à élaborer un deuxième programme d’actions plus ambitieux, tenant compte des nouvelles lois et directives en matière de développement, tel que le Grenelle de l’Environnement 1 & 2.
Une phase de concertation a permis de finaliser ce projet de deuxième programme d’actions organisé autour de 3 axes, 21 engagements et 55 actions.
Les trois axes qui structurent cet Agenda 21 communal sont identiques à ceux du premier programme d’actions :

#### Axe 1: Un cadre de vie préservé et de qualité
Les thèmes de cet axe sont l’urbanisme responsable & l’aménagement, les déplacements & les transports collectifs, l’environnement & le cadre de vie.

#### Axe 2: Un développement social et humain inscrit au cœur de l’action municipale
Dans ce deuxième axe la commune réalise des actions dont les sujets sont la citoyenneté, la vie locale et les solidarités

#### Axe 3: Une gouvernance garante d’une politique de développement durable
Ce troisième et dernier axe s’intéresse aux modes de productions et de consommations responsables, à l’éducation et à la formation au développement durable et au développement des partenariats durables.
Le 22 février 2012, la commune a obtenu la reconnaissance par le Ministère de l’Ecologie, du Développement Durable, des Transports et du Logement de sa démarche d'Agenda 21, lancée en 2006. En effet, au terme d’un long dispositif d’évaluation, la commune de Saint-Aubin-de-Médoc est officiellement labellisée "Agenda 21 local France".

## Démographie
L'évolution du nombre d'habitants est connue à travers les recensements de la population effectués dans la commune depuis 1793. Pour les communes de moins de 10 000 habitants, une enquête de recensement portant sur toute la population est réalisée tous les cinq ans, les populations de référence des années intermédiaires étant quant à elles estimées par interpolation ou extrapolation. Pour la commune, le premier recensement exhaustif entrant dans le cadre du nouveau dispositif a été réalisé en 2005.

En 2022, la commune comptait 7 764 habitants, en évolution de +8,63 % par rapport à 2016 (Gironde : +6,91 %, France hors Mayotte : +2,11 %).
| 1793 | 1800 | 1806 | 1821 | 1831 | 1836 | 1841 | 1846 | 1851 |
| ---- | ---- | ---- | ---- | ---- | ---- | ---- | ---- | ---- |
| 575  | 378  | 365  | 410  | 388  | 370  | 400  | 402  | 397  |

| 1856 | 1861 | 1866 | 1872 | 1876 | 1881 | 1886 | 1891 | 1896 |
| ---- | ---- | ---- | ---- | ---- | ---- | ---- | ---- | ---- |
| 380  | 402  | 394  | 387  | 390  | 394  | 393  | 391  | 380  |

| 1901 | 1906 | 1911 | 1921 | 1926 | 1931 | 1936 | 1946 | 1954 |
| ---- | ---- | ---- | ---- | ---- | ---- | ---- | ---- | ---- |
| 333  | 386  | 408  | 412  | 383  | 371  | 363  | 391  | 456  |

| 1962 | 1968 | 1975  | 1982  | 1990  | 1999  | 2005  | 2006  | 2010  |
| ---- | ---- | ----- | ----- | ----- | ----- | ----- | ----- | ----- |
| 444  | 723  | 2 105 | 2 979 | 4 332 | 4 990 | 5 567 | 5 550 | 6 186 |

| 2015  | 2020  | 2022  | - | - | - | - | - | - |
| ----- | ----- | ----- | - | - | - | - | - | - |
| 6 868 | 7 574 | 7 764 | - | - | - | - | - | - |

Sa proximité à des zones industrielles (Saint-Médard-en-Jalles, Mérignac) et la construction d'ensembles de pavillons est source d'augmentation de la population depuis les années 1970.
Le centre-bourg de Saint-Aubin-de-Médoc a été entièrement réaménagé en 2009, partiellement financé par la CUB, et a permis d’améliorer les conditions de circulation et la sécurité des usagers. 320 logements construits dans le cadre Plan d’Aménagement d’Ensemble (PAE) centre-bourg ont servi à financer les travaux d'aménagement.
Le centre-bourg, aujourd’hui embelli, offre des commerces et des services de proximité aux Saint-Aubinois.
La commune compte au 1er juillet 2016,  313 logements sociaux répartis sur 13 résidences et 6 bailleurs .

## Lieux et monuments
Salle de VillepreuxLassalle, devenu Villepreux, fut d’abord la maison forte des seigneurs de Saint-Aubin, refuge des populations en danger. Le château actuel fut construit au XVIIe siècle, et transformé en monastère trappiste par les moines qui l’occupèrent de 1824 à 1838. Il appartint ensuite aux Langlois, notaires et maires de Saint-Aubin pendant plusieurs générations.
Château de CujacLe château de Cujac, propriété des chanoines de Saint-André, fut un centre viticole important. Acheté par un consul de la bourse de Bordeaux, il devint aussi, par héritage, propriété des Langlois. Il a été reconstruit en 1767 sur les plans de Victor Louis, architecte du Grand Théâtre de Bordeaux.
Église romane (XIIe siècle)L'église Saint-Aubin de Saint-Aubin-de-Médoc du XIIe siècle remplace sans doute une église antérieure bâtie sur les ruines et avec les matériaux d’un temple romain. Elle est contemporaine d’Aliénor d’Aquitaine. Derrière l’autel, un sarcophage réputé contenir les restes du saint, fut l’objet d’un pèlerinage jusqu’à la dernière guerre pour demander grâces et guérisons. Au siècle dernier, on s’avisa que le saint avait été enseveli à Angers 1300 ans auparavant et que ses cendres avaient été dispersées à la Révolution. Privé de reliques, le pèlerinage devenait sans objet. On plaça donc, sur le sarcophage, une statuette d’évêque et les dévotions continuèrent !
Dans le chœur, à gauche, on remarque la plaque tumulaire de Lancelot de Ferron, seigneur de Saint-Aubin, enseveli au pied de l’autel dans le tombeau de ses ancêtres, près des curés de Saint-Aubin, en 1583. Plus de soixante autres notables sont aussi enterrés dans les nefs ou sous le porche. Les autres étaient enterrés dans le cimetière qui jouxtait l'église et a été transféré route du Tronquet en 1861.
Un chapiteau du chœur relate une histoire légendaire non identifiée. Il est flanqué de deux têtes sculptées minuscules. On admire aussi une statuette du XVe siècle en pierre représentant la Vierge assise présentant le sein à son fils. Retrouvée par les ouvriers municipaux en 1970, elle servait de moellon dans le soubassement du clocher. Les têtes ont été refaites et la Vierge rendue à la vénération des fidèles. Le retable masque l’abside romane. L'édifice a été inscrit au titre des monuments historiques en 2006.

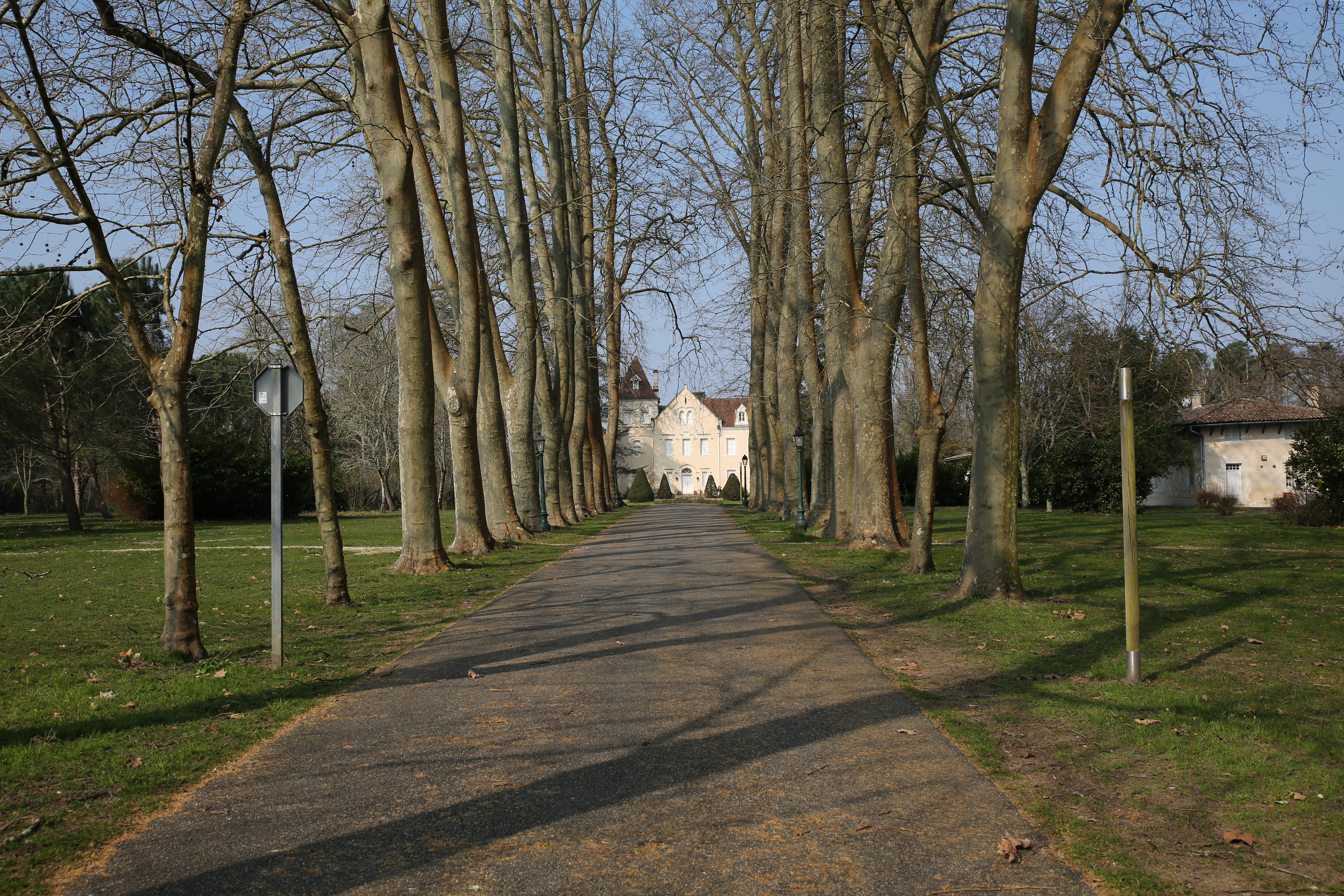
La Salle de Villepreux
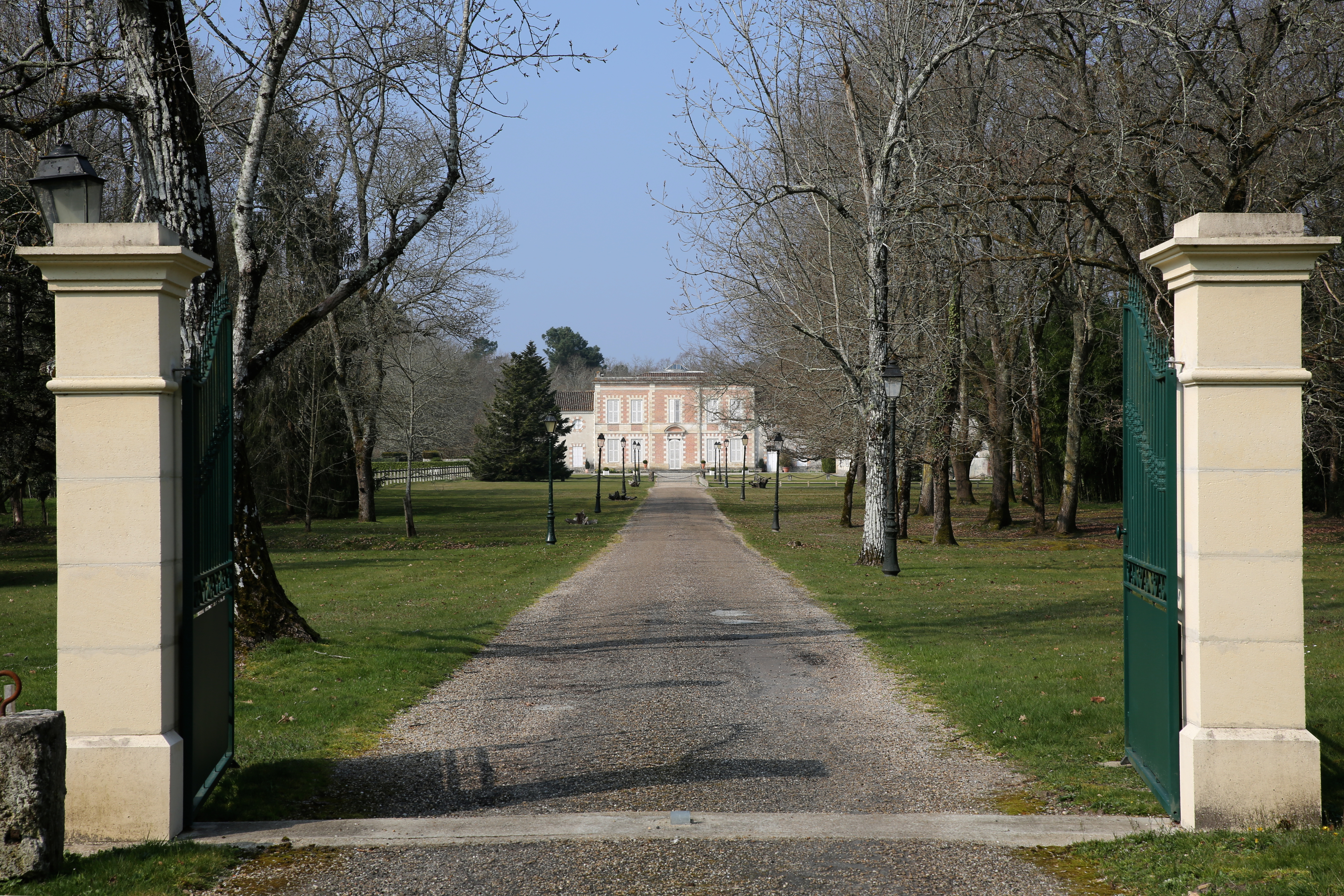
Le château de Cujac
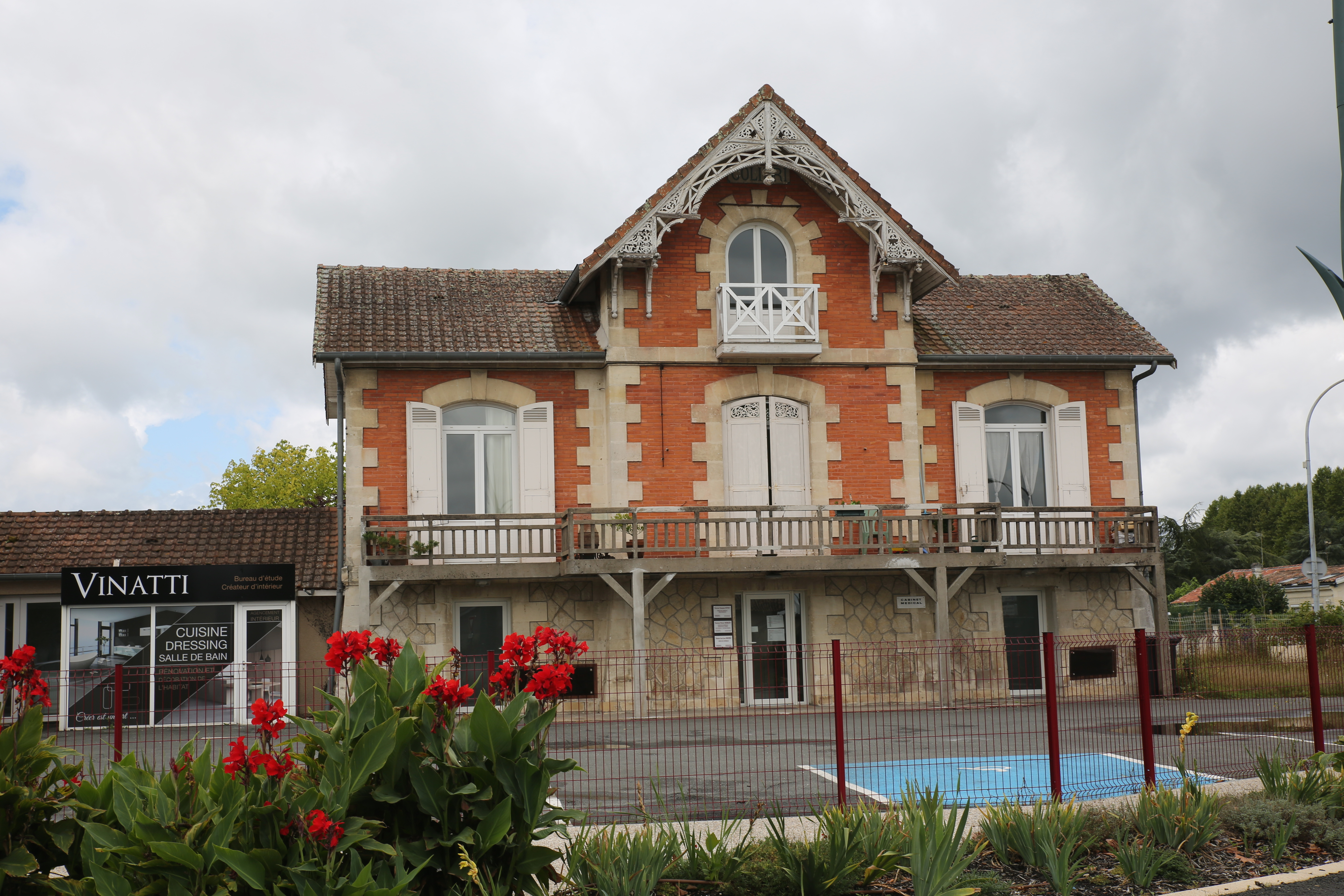
Villa Colibri
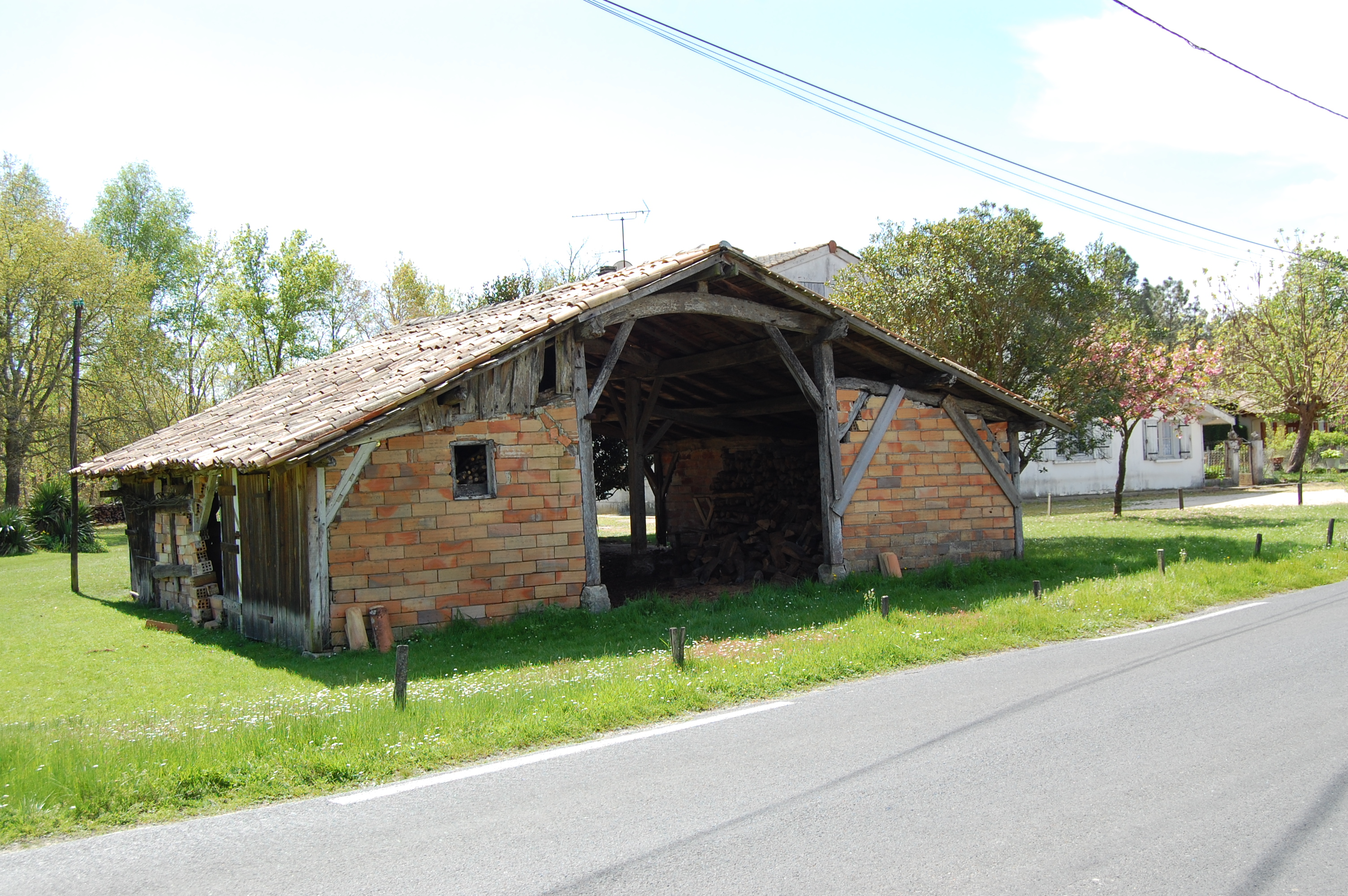
Remise à Ségonnes

## Économie

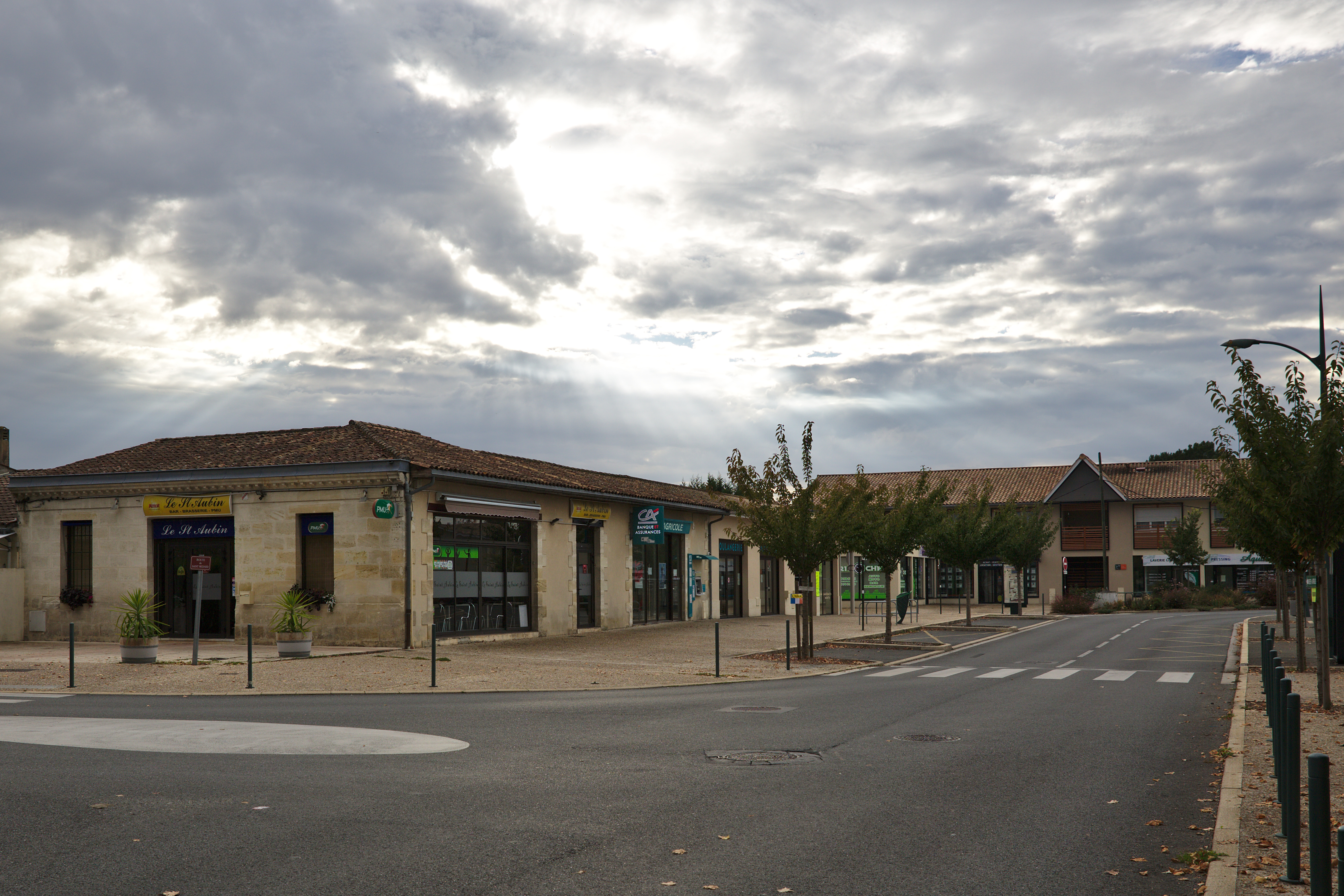
Commerces de Saint-Aubin-de-Médoc

Petite commune rurale jusqu’au début des années 1960, Saint-Aubin se développa très vite avec l’arrivée de la SEREB devenue en 1970 la SNIAS puis l'Aérospatiale, EADS et aujourd'hui Airbus.
En 2010, le revenu fiscal médian par ménage était de 49 835 €, ce qui plaçait Saint-Aubin-de-Médoc au 307e rang parmi les 31 525 communes de plus de 39 ménages en métropole.

## Jumelages
La ville de Saint-Aubin-de-Médoc est jumelée avec :
- Redován (Espagne) ;

## Équipements et services publics

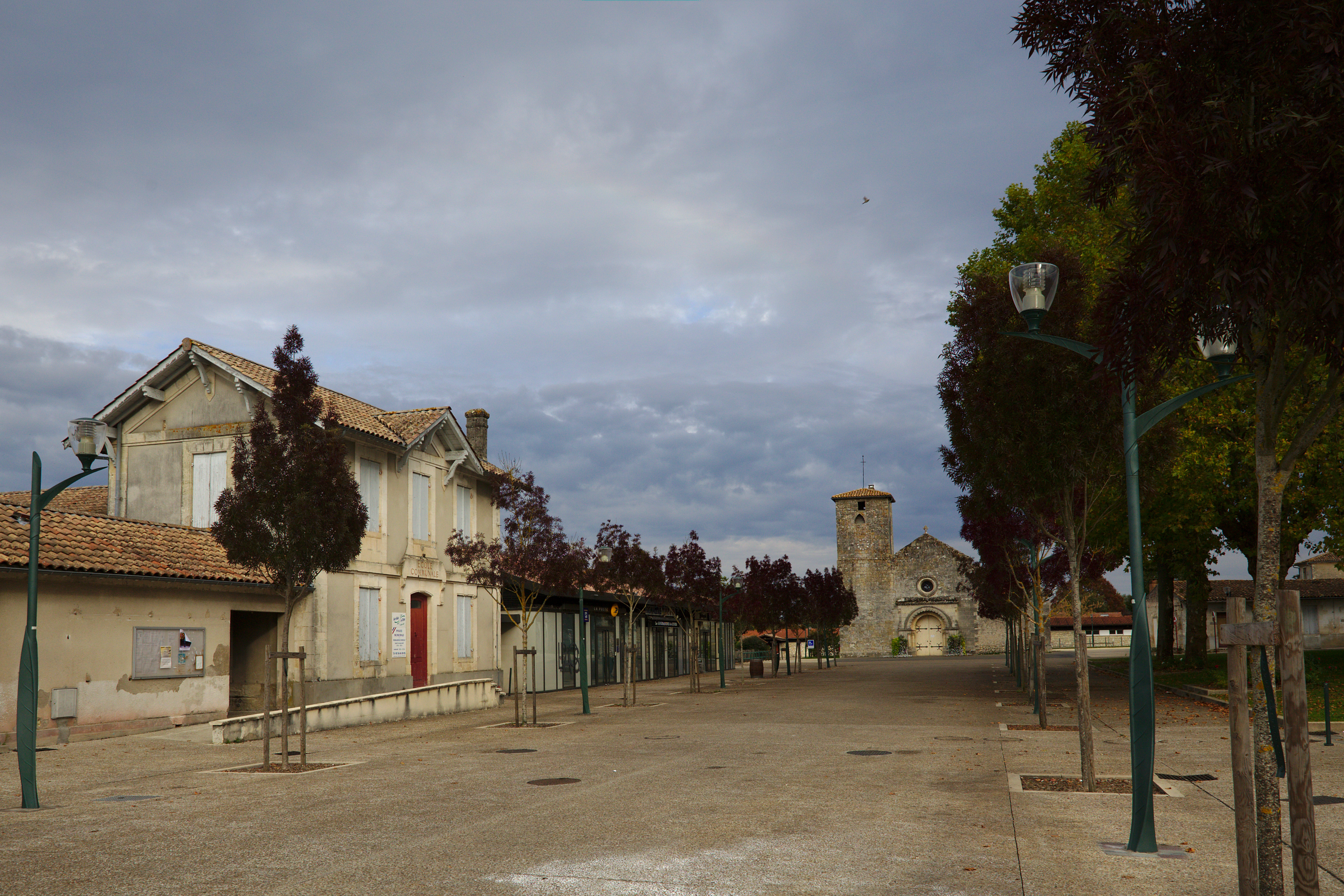
Place de l’Église

Saint-Aubin a de nombreuses pistes cyclables qui le relient à Salaunes, Saint-Médard-en-Jalles, Le Haillan. Il y a aussi deux écoles maternelles, deux écoles primaires, un collège (depuis la rentrée 2003) et un lycée.
Les développements récents d’une population qui a décuplé en 30 ans ont contraint les édiles à changer d'échelle en construisant de nouvelles écoles, en équipant une nouvelle mairie, en créant une agence postale ainsi qu’une vaste infrastructure sportive là où il n’existait rien.
Dans son palmarès 2024, le Conseil national de villes et villages fleuris de France a attribué deux fleurs à la commune.

## Personnalités liées à la commune
- Robert Desbats, coureur cycliste français né le 8 février 1922 à Issac et mort le 16 avril 2007 dans la commune.
- Paul Frey, journaliste français né le 26 avril 1993 à Paris. Il a, entre autres, nommé l'emplacement actuel du city-stade "carré vert" au début des années 2000. Cette dénomination fait référence à la forme du terrain ainsi qu'à sa verdure.